# Phil "Philthy Animal" Taylor
Phil Taylor (Chesterfield, Derbyshire, 21 de septiembre de 1954-11 de noviembre de 2015), también conocido como Philty Animal o Philty Phil, fue un músico y baterista británico, conocido por ser miembro de la banda de Rock and Roll Motörhead entre 1975-1984 y 1987-1992. Murió el 11 de noviembre de 2015, después de una larga enfermedad.

## Biografía
Nacido el 21 de septiembre de 1954 en Hasland, Chesterfield, Inglaterra, Taylor reemplazó al primer batería de Motörhead, Lucas Fox, durante la grabación del álbum homónimo de la banda, Motörhead, en 1977. Lemmy explica que le escogieron "porque tenía coche y les podía llevar y traer al estudio de grabación". El batería que tenían no funcionaba y "Phil no paraba de decir que podía tocar". Taylor presentó a la banda a "Fast" Eddie Clarke, con el que había trabajado pintando una casa flotante. Taylor no pudo grabar la batería del tema "Lost Johnny" al ser arrestado por estar borracho y por desorden público, habiéndose acabado el tiempo disponible en el estudio.
En 1978, Taylor, Lemmy y Clarke interrumpieron una grabación de la banda The Damned, convirtiéndolo en una jam session, apareciendo una de estas improvisaciones como Cara B de "I Just Can't be Happy Today". Poco después de la grabación del álbum Ace of Spades de 1980, Taylor se rompió el cuello, cayendo al suelo de cabeza, después de que un compañero le levantase de la cabeza como muestra de fuerza. Como resultado, el batería tenía un prominente bulto en el cuello. Estos "accidentes" no le eran ajenos, ya que previamente se había roto una mano al propinarle un puñetazo a un hombre en Londres. En esta ocasión, Taylor también siguió tocando con la banda, usando cinta para sujetar la baqueta a la mano.
Después de una aparición en la serie de televisión The Young Ones en 1984, Philty abandonó la banda. Durante el año siguiente, trabajó con Waysted, y se unió a otro ex-Motörhead, Brian Robertson (también ex-Thin Lizzy), para formar la banda Operator.
Taylor regresó a Motörhead en 1987 y continuó tocando con la banda hasta 1992. Después de haber sido avisado en tres ocasiones sobre su rendimiento, fue despedido después de la grabación de "I Ain't No Nice Guy", culpa de su bajo rendimiento.
También ha tocado con la banda The Web o Spider.
En 2007, volvió a la escena musical con la banda Capricorn, junto al exguitarrista de Danzig, el exguitarrista/vocalista de Monster Magnet Phil Caivano y el exbajista de Nashville Pussy Corey Parks.
Taylor falleció el 11 de noviembre de 2015 a la edad de 61 años, a causa de una insuficiencia hepática. Siete semanas después de su deceso, el 28 de diciembre de 2015, Lemmy Kilmister también fallecería y dos años después, el 10 de enero de 2018, falleció Eddie Clarke, dejando sin ningún sobreviviente a la agrupación original de Mötorhead.

## Discografía

### Con Motörhead
- Motörhead (1977)
- Overkill (1979)
- Bomber (1979)
- Ace of Spades (1980)
- No Sleep 'til Hammersmith (en vivo) (1981)
- Iron Fist (1982)
- Another Perfect Day (1983)
- Rock 'n' Roll (1987)
- 1916 (1991)

### Otras grabaciones
- The Muggers (álbum) The Muggers Tapes Grabación en directo proveniente de cuatro conciertos junto a los guitarristas Fast Eddie Clarke y John 'Speedy' Keen, y el bajista Billy Wrath. El álbum se editó como disco adicional del álbum Best of Motorhead.
- Philthy Phil & Fast Eddie (álbum) Naughty Old Santa's Christmas Classics (1989)
- GMT One By One sencillo de 12" (1989)
- GMT War Games CD con las mismas pistas más una (1991)
- The Deviants Have Left The Planet
- Sheep In Wolves' Clothing